# Michael Mancienne
Michael Mancienne,  né le 8 janvier 1988 à Isleworth, est un ancien footballeur international seychellois. Il jouait au poste de défenseur.

## Carrière

### En club
Michael Mancienne a participé aux côtés de l'équipe première de Chelsea à la tournée d'avant-saison aux États-Unis. Il fut remplaçant lors d'un match de Community Shield contre le Liverpool FC en 2006, et lors des deux premiers matchs de Premier League de la saison 2006-2007, contre Manchester City et les Blackburn Rovers, mais n'entra jamais en jeu.
Pour s'aguerrir, le jeune défenseur est prêté au Queens Park Rangers en octobre 2006. Pour la saison 2008, il est prêté à Wolverhampton. Il est à nouveau prêté à ce club pour la saison 2009-2010 et il en va de même pour la saison 2010-2011.
Le 31 mai 2011, il signe un contrat de quatre ans au club allemand de Hambourg SV pour un montant de 1,75 M£.
Le 16 juillet il rejoint Nottingham Forest.
Le 3 août 2018, il rejoint le Revolution de la Nouvelle-Angleterre en Major League Soccer.
Le 9 février 2021, il rejoint Burton Albion.
A l'issue de la saison 2022-23, il annonce sa retraite.

### En équipe nationale
Après avoir été capitaine de l'équipe nationale anglaise des moins de 18 ans, il évolue désormais avec celle des moins de 19 ans après avoir déclaré vouloir plutôt jouer pour l'Angleterre que pour le pays natal de ses grands-parents, les Seychelles.
Auteur d'excellentes prestations avec Wolverhampton ainsi qu'avec la sélection espoirs, il est appelé en A par Fabio Capello pour affronter l'Allemagne en amical au mois de novembre 2008, profitant des absences conjuguées de Rio Ferdinand et John Terry.